# أمل مكاسكيل
أمل مكاسكيل (بالإنجليزية: Amal McCaskill)‏ مواليد 28 أكتوبر 1973 في مايوود، هو لاعب كرة سلة أمريكي معتزل. بدأ مسيرته الاحترافية في سنة 1996. تم اختياره من قبل فريق أورلاندو ماجيك خلال الدرافت. يبلغ طوله 6 قدم 11 بوصة (2.1 م). اعتزل اللعب في 2012.

## المسيرة الاحترافية
لعب مع أورلاندو ماجيك في موسم 1996–1997، ثم لعب مع برشلونة في الدوري الإسباني في سنة 1998، ثم لعب مع بانيونيس في موسم 1998–1999، ثم لعب مع ليون في الدوري الإسباني في موسم 1999–2000، ثم لعب مع أليكانتي في سنة 2000، ثم لعب مع سان أنطونيو سبرز في موسم 2001–2002، ثم لعب مع أتلانتا هوكس في سنة 2002.

## روابط خارجية
- أمل مكاسكيل على موقع إن بي أي (الإنجليزية)
- أمل مكاسكيل على موقع سبورتس رفرنس (الإنجليزية)
- أمل مكاسكيل على موقع الدوري الإسباني لكرة السلة (الإسبانية)
- أمل مكاسكيل على موقع كرة السلة الأوروبية.كوم (الإنجليزية)
- أمل مكاسكيل على موقع كلية كرة السلة في سبورتس رفرنس.كوم (الإنجليزية)
- أمل مكاسكيل على موقع ريلجم (الإنجليزية)
- أمل مكاسكيل على موقع بروبوليرز (الإنجليزية)
- أمل مكاسكيل على موقع سبورتس رفرنس (الإنجليزية)